# Jelena Fabianowna Gnessina

Porträt Gnessinas auf ihrem Grabstein auf dem Moskauer Nowodewitschi-Friedhof

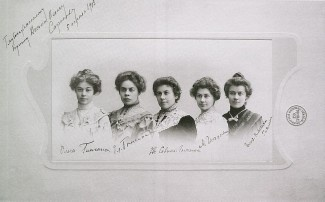
Die Gnessin-Schwestern, Jelena als zweite von links (1904)

Jelena Fabianowna Gnessina (russisch Елена Фабиановна Гнесина; geboren 18. Maijul. / 30. Mai 1874greg. in Rostow am Don; gestorben 4. Juni 1967 in Moskau), zweite der fünf Gnessin-Schwestern, war eine russische Pianistin, Hochschullehrerin, Komponistin und Schwester des russischen Komponisten Michail Gnessin.

## Leben
Jelenas Vater war der staatlich beauftragte Rabbiner Fabian Ossipowitsch Gnessin. Ihre Mutter Bella Issajewna Fletsinger-Gnessina hatte bei Stanisław Moniuszko studiert und war  Sängerin und Pianistin. Jelenas Musikausbildung begann in Rostow am Don. Dann studierte sie am Moskauer Konservatorium in der Klavier-Klasse Wassili Safonows mit Abschluss 1893. Dazu studierte sie Komposition bei Anton Arenski, Ferruccio Busoni und Sergei Tanejew.
Jelena gründete im Februar 1895 mit ihren Schwestern Jewgenija und Marija (mit Unterstützung des Mäzens Alexander Pawlowitsch Kawerin) in Moskau eine private Musikschule, die nach der Oktoberrevolution dank der Unterstützung Anatoli Lunatscharskis die Zweite Staatliche Moskauer Musikschule wurde (1919), 1925 den Namen der Gnessin-Schwestern erhielt und 1944 das Gnessin-Institut wurde.
Jelena war Direktorin, künstlerische Leiterin und Professorin ihrer Schule. Sie führte die Klavier-Klasse und bestimmte die Unterrichtsmethodik. Zu ihren Schülern gehörten der Pianist Lew Oborin, der Komponist Aram Chatschaturjan und der Dirigent Jewgeni Swetlanow. Sie verfasste ein Klavier-Alphabet und weitere Lehrbücher. Außerdem komponierte sie Etüden und Kinderstücke für Klavier. Dort lehrten auch ihr Bruder Michail, ihre Schwestern Jewgenija, Marija, Jelisaweta und Olga und Alexander Gretschaninow.
Zu Beginn des Deutsch-Sowjetischen Krieges wurden Jelenas jüngste Schwestern Jelisaweta und Olga nach Swerdlowsk evakuiert, während die meisten Studentinnen und Studenten nach Jelatma bei Rjasan geschickt wurden. Jelena führte ihre Schule mit stark verminderter Besetzung weiter, bis im Oktober 1941 der Unterricht in allen Moskauer Schulen eingestellt und Jelena nach Kasan evakuiert wurde. Auch dort unterrichtete sie, kehrte aber schon Ende Januar 1942 nach Moskau zu ihrer Schule zurück, in der die verbliebenen Lehrkräfte schon im November 1941 auf eigene Verantwortung den Unterricht wieder aufgenommen hatten. Trotz der kriegsbedingten sehr beschränkten Verhältnisse konnte die Schule in ein neues größeres Gebäude umziehen und ihr Lehrangebot stetig erweitern.
Jelena lehrte bis 1958, als sie sich krankheitsbedingt nur noch auf Krücken oder im Rollstuhl bewegen konnte. Jedoch beriet sie weiter bis zu ihrem Tode das Gnessin-Institut.
Jelena wurde auf dem Moskauer Nowodewitschi-Friedhof begraben. 1970 wurde ihre Wohnung zu ihrem Museum umgewandelt. Vor dem Konzertsaalgebäude steht ihr Denkmal.

## Ehrungen
- Verdiente Künstlerin der RSFSR (1925)
- Verdiente Kunstschaffende der RSFSR (1935)
- Leninorden (1945, 1954)
- Orden des Roten Banners der Arbeit